# أصول الفقه في المذهب الجعفري
أصول الفقه الجعفري هو مصطلح يشير إلى المبادئ للفقه الحعفري وتاريخه والشخصيات والعلماء البارزين في تطوير أصول الفقه الإسلامي عند الشيعة.

## التاريخ والتطور

### فقهاء الإمامية وأعمالهم المبكرة
نظرًا لتعدد المواقف المتعلقة بالقواعد والأصول الفقهية، نشأت اتجاهات متعددة داخل مدارس علم الأصول، والتي سعت إلى تطبيق مناهج تحليلية في مقارباتها المنهجية. ومن بين الأعلام الذين ساهموا في هذا المجال: زرارة بن أعين، ومحمد بن مسلم، وأبو بصير، وكذلك هشام بن سالم. وقد كان لهشام بن سالم وتلامذته دور بارز في تطور علم الأصول داخل المدرسة الشيعية. في تلك المرحلة، برزت مشكلتان رئيسيتان: الأولى تتعلق باختلاف الأحاديث وتضاربها، والثانية تتمحور حول تمييز مراتب الاجتهاد وسلطة المرجعية الفقهية. ومن أوائل العلماء البارزين في علم أصول الفقه خلال هذه الفترة هشام بن الحكم ويونس بن عبد الرحمن. ويُعدّ كل من هشام بن الحكم وهشام بن سالم من أبرز تلامذة الإمامين الصادق والكاظم، حسب رأي العديد من العلماء. وقد ألّف هؤلاء الأعلام كتبًا مهمة في ميدان أصول الفقه، مثل كتاب "كتاب الأخبار"، وكتاب "كيف تصحّ؟"، الذي يبحث في منهجية تصحيح الروايات ومدى حجيتها.

### فترة التأسيس
يبدو أن التيار الغالب في القرن الرابع الهجري القمري كان تيار أصحاب الحديث، الذين لم يروا حاجة إلى علم الأصول، بل أهملوه وأعرضوا عنه. وعلى الجانب الآخر، بدأ أقرباء آل نوبخت حركة جديدة في ميدان علم الكلام واللاهوت ضمن أوساط الشيعة والإمامية. ويُعد أبو سهل النوبختي من أبرز المتكلمين في المدرسة الشيعية، إذ تمكن من تقديم منظومة كلامية جديدة ومتكاملة تنسجم مع المعتقدات الشيعية.
لقد تناول أبو سهل النوبختي مسائل الأصول من خلال مؤلفاته الكلامية، حيث أشار إلى جملة من القضايا الأصولية ضمن هذا السياق. وبحسب ما يذكره المستشرق مادلونغ، فإن منهج أبي سهل ونظامه الكلامي جاء في إطار الدفاع عن العقيدة الإمامية وأصولها الفكرية.
ومن أهم مؤلفاته في علم الأصول رسالته المعروفة بـ "نقض الشافعي"، وهي موجهة ضد الإمام الشافعي، وتُعد أول عمل مكتمل في علم الأصول عند الإمامية. كما ألّف كتبًا أخرى في موضوعات تتعلق برفض القياس في الفقه، ورفض الاجتهاد بالرأي، إلا أن هذه المؤلفات فُقدت ولم تصل إلينا.
وفي القرن الرابع الهجري، برز اتجاه واضح يرفض القياس والرأي في مجال الاجتهاد الفقهي، وقد أُلفت العديد من الكتب في هذا السياق من قِبل المتكلمين الإمامية. فعلى سبيل المثال، كتب الحسن بن موسى النوبختي كتابًا بعنوان "كتاب في خبر الواحد والعمل به"، والذي أكّد فيه عدم مشروعية القياس والرأي كمصادر للتشريع.
ومن أوائل الفقهاء المتكلمين في القرن الرابع الهجري ابن أبي عقيل العماني، الذي أسّس مدرسة فكرية تقترب في منهجها من منهج أئمة أهل البيت الاثني عشر، كما تحمل بعض الشبه بمدارس المعتزلة في جانب من منهجها التحليلي والعقلي.

#### ابن أبي عقيل وفكره
اسمه الكامل ابن أبي عقيل العماني، وكان من أهل اليمن. وقد عاصر الشيخ الكليني. يُعد ابن أبي عقيل من الفقهاء الروّاد في علم الأصول، حيث أسّس منهجًا فقهيًا يقوم على الاعتماد على قواعد القرآن الكريم والأحاديث المعتبرة. وقد ألّف كتابًا فقهيًا بعنوان "المتمسّك بحبل الرسول"، الذي كان يُعد من أشهر المصادر الفقهية في القرنين الرابع والخامس الهجريين (العاشر والحادي عشر الميلاديين). ويُعتبر أول من نظّم علم الفقه وأضفى عليه طابعًا منهجيًا متماسكًا.

#### ابن جنيد الإسكافي
كان ابن جنيد الإسكافي من أوائل وأبرز فقهاء الشيعة في القرن الرابع الهجري. وكان له نهج مختلف في فهم تقاليد الشيعة. كان يعتقد أن هناك أساسًا عقائديًا لتفسير الحديث، وأن التراث الشرعي للأئمة لا يعتمد على القول، بل على الرأي. وكان من علماء الدين البارزين بين النخبة. ويُعرّفه ابن النديم أيضًا بأنه من كبار العلماء بين الشيعة. ومن أهم كتبه في الفقه كتاب تهذيب الشيعة لأحكام الشريعة.

### فترة التطوير
ولا غنى عن علم الأصول حين يبتعد المجتمع الشيعي عن العصور الاثنتي عشرة. كما أن ظهور مواضيع جديدة يعزز هذه الضرورة. وفي عصر التطور واجهنا ثلاثة أساتذة بارزين في مجال الأصول وتوسعاته وهم الشيخ مفيد، والشريف مرتضى، وسلار ديلمي، والشيخ الطوسي.

#### الشيخ المفيد
وكان يُدعى أيضًا "ابن المعلم"؛ والمعلم هو والده. وكان من أساتذته المتكلمون الشيعة أبو علي الإسكافي، وأبو عبد الله المرزوباني، وأبو عبد الله البصري، وأبو الحسن، وعلي بن عيسى الرماني. المعروف عمومًا باسم زعيم الشيعة، يُعتبر المفيد أشهر عالم في العصر البويهي وكان فقيهًا بارزًا، بشكل أساسي بسبب مساهماته في مجال الكلام. وبحسب ابن النديم، الذي كان يعرف المفيد شخصيًا، فقد كان رئيس المتكلمين الشيعة في مجال الكلام، ووصفه التوحيدي، الذي كان يعرف المفيد شخصيًا أيضًا، بأنه "فصيح وماهر في الجدل". كانت مهارته في المناظرة الجدلية كبيرة لدرجة أنه قيل إنه كان قادرًا على إقناع خصومه "بأن العمود الخشبي كان في الواقع من الذهب". تلقى علوم الحديث على يد الشيخ الصدوق.

#### الشريف المرتضى
وُلِد في بغداد سنة 355 هجريًّا في شهر رجب. وهو من أسرة مرموقة. ويعود نسبه إلى الإمام الكاظم وهو ابن الشريف أبي أحمد بن موسى بن محمد بن موسى بن إبراهيم بن موسى الكاظم، ولذلك كان جده السادس هو الإمام السابع عند الشيعة. كان أبوه يناديه علي وكان لقبه مرتضى. وكان لقبه الشرفي عالم الهدى. وكان يسمى بعالم الهدى حسب رواية مشهورة رواها الشهيد الأول في كتاب الأربعين على النحو التالي: مرض وزير الدولة العباسي محمد بن الحسين. ورأى الإمام علي في منامه وهو يناديه بأن يقول للهدى حتى يطلب له الصحة. وعندما سأل محمد بن الحسين عن صاحب هذا اللقب قال هو علي بن الحسين أو الشريف المرتضى. يرى المرتضى أن أول الواجبات الدينية هو وجوب الاستدلال بمعرفة الله. وتعتمد الواجبات الأخرى على هذا الواجب الأول. وينطلق المرتضى مع المعتزلة من أن أول واجب على الإنسان هو استعمال عقله للوصول إلى معرفة الله. كما أنه في كتابه "إثبات الكلام على وجود الله"، يدافع عن موقف الذرية في مقابل مفهوم أرسطو للتغيير الجوهري.

#### الشيخ الطوسي
وُلد في طوس بإيران عام 995م / 385هـ. أو عام 1018م / 408هـ، كانت حياته متزامنة مع حكم الدولة البويهية. تلقى علومًا إسلامية رفيعة المستوى في طوس، الواقعة في إقليم خراسان. ثم غادر طوس متوجهًا إلى بغداد طلبًا للعلم. وفي عام 1055م / 447هـ، دخل طغرل بك بغداد، وهناك أتيح له أن يحضر دروس الشيخ المفيد، الذي كان يُعد من أعظم العلماء في ذلك العصر. ألّف بعض كتبه بين سن العشرين والثلاثين، وعندما بلغ الثانية والأربعين، شارك في دروس أستاذه الشيخ المرتضى. في تلك الفترة، وقعت مجزرة في بغداد راح ضحيتها العديد من العلماء المسلمين من السنة والشيعة على حد سواء. وقد تم حرق بيت الشيخ الطوسي، بما فيه من كتب ومؤلفات كتبها في بغداد، فضلًا عن مكتبات شيعية مهمة كانت تحتوي على نفائس التراث. وبعد سقوط بغداد، انتقل الشيخ الطوسي إلى النجف، حيث توفي هناك في 22 من محرّم سنة 460هـ / 2 كانون الأول 1067م. وفي الصراع بين مدرستَي الأخباريين والأصوليين، وقف الشيخ الطوسي مدافعًا عن المدرسة الأصولية، واصفًا الأخباريين بأنهم أتباع للظاهر والنص الحرفي. كان الشيخ الطوسي يرى أن علم أصول الفقه هو علم أساس لا بدّ منه لاستخراج الأحكام الشرعية في الإسلام. وقد كتب في مقدمة كتابه "العدّة في أصول الفقه" ما يلي: "فلك أن تقول: إن هذا الفنّ من العلم ينبغي أن يُعطى غاية الاهتمام، إذ إن جميع الشريعة مبنيّ عليه، ولا يُتصوّر إحاطة بجزء منها دون إتقان أصولها".
كما سعى الشيخ الطوسي إلى مقارنة المذاهب الفقهية المختلفة في الإسلام، وأوضح أن الاختلافات بينها طفيفة، وغالبًا ما تكون في فروع جزئية لا في أصول كبرى. ومثل شيوخه، رفض القياس الفقهي، وقد صرّح بذلك في كتابه الأصولي، حيث انتقد هذا المنهج وعدّه غير مقبول في استنباط الأحكام الشرعية.

### فترة الازدهار
وتبدأ هذه الفترة من نهاية السنة السادسة إلى منتصف السنة الثامنة من الهجرة. وقد ألف العلماء كتبًا كثيرة مفصلة في علم المبادئ. فاهتموا بالمبادئ بالتفصيل والدقة. ومن العلماء أمثال ابن زهرة الحلبي، سديد الدين الحمصي، نجم الدين الحلي، العلامة الحلي، عميد الدين الأعرجي، ضياء الدين الأعرجي، فخر المحققين، محمد بن مكي المعروف بالشهيد الأول، الشيخ عبد الله السيوري، زين الدين بن نور الدين علي بن أحمد المعروف بالشهيد الثاني، وهؤلاء كلهم عاشوا في هذه الفترة.

#### ابن زهرة الحلبي
اسمه الكامل هو عزّ الدين آل مكارم السيّد حمزة بن علي بن زهرة. وبحسب ما ذكره مرتضى مطهري، فقد درس كتاب "النهاية" للطوسي على يد ابن حاجب. وقد نُسب إليه نحو عشرين كتابًا، وتنوّع مؤلفاته يدلّ على شموليته وتعدد جوانب معرفته. ومن أبرز مؤلفاته في علم الأصول كتاب "قنية النُهى في علم الأصول والفروع"، والذي يُعد من أهم أعماله في هذا المجال.

#### العلامة الحلّي
الحلي المعروف أيضًا باسم حكيم الحلة، وُلد في مدينة الحلة التي لا تزال قائمة (في العراق الآن)، والتي يُنظر إليها عمومًا على أنها مركز الإسلام الشيعي عندما كان الزعماء السنة يسيطرون على بغداد أثناء حياته. كان ينتمي إلى عائلة مرموقة من فقهاء وعلماء الشيعة. وكان والده، سعد الدين الحلي، مجتهدًا محترمًا وشخصية بارزة في المجتمع الشيعي. وكان عمه المحقق الحلي أيضًا عالمًا مشهورًا. درس علم الكلام والفقه في الحلة على يد والده وعمه، وعلى يد علماء بارزين آخرين، منهم: علي بن طاووس وأحمد بن طاووس. كما أمضى بعض الوقت في مرصد مراغة الذي أُنشئ حديثًا، حيث درس الفلسفة والرياضيات السينوية تحت إشراف نصير الدين الطوسي، كما تعرّف أيضًا على أعمال فخر الدين الرازي. ثم سافر إلى بغداد واطلع على آراء ابن عربي. إن دور الحلي في تشكيل الفقه الاثني عشري له أهمية كبيرة. بالإضافة إلى العديد من الأعمال والتعليقات في أصول الفقه، فقد أنتج مجموعة ضخمة من المؤلفات القانونية. ومن أهم مؤلفاته كتاب المختلف والمنتهى. المختلف هو كتاب قانوني مخصص لمعالجة المسائل القانونية التي يختلف فيها فقهاء الشيعة في الرأي، في حين أن المنتهى هو عرض منهجي ومفصل لآراء الحلي القانونية الخاصة. كما كتب كتابًا مختصرًا في الفقه، هو قواعد الأحكام، وقد اشتهر بين العلماء المتأخرين، وذلك نظرًا لكثرة الشروح التي كُتبت عليه. ومن بين أعماله القانونية اللاحقة كتاب تذكرة الفقهاء، وهو دليل قانوني مخصص للاستخدام من الناس البسيطة. كما قام بتأليف مؤلفات قانونية حول قضايا محددة (على سبيل المثال، الحج والصلاة).

#### فخر المحققين
وُلِد المحقق في مدينة الحلة بالعراق، حيث قضى معظم حياته، لعائلة من علماء الشيعة البارزين. درس على والده علم الكلام والفقه وأصول الفقه. وأصبح المحقق فيما بعد إمامًا للمدرسة الشيعية هناك. وله كتب كثيرة معتمدة في الأصول مثل مبادئ الأصول والفخرية وغيرها.

#### الشهيد الأول
محمد جمال الدين المكي العاملي الجزيني (1334–1385) المعروف أيضًا بالشهيد الأول، هو مؤلف كتاب اللمعة الدمشقية. كان عالمًا شيعيًا. على الرغم من أنه ليس أول شيعي يموت بسبب مذهبه، لكنه أصبح يُعرف باسم "الشهيد أول" لأنه كان أول عالم شيعي يحظى بمكانة دينية عالية ويُقتل بطريقة وحشية. لما بلغ محمد المكي السادسة عشرة ذهب للدراسة في الحلة بالعراق. عاد إلى منزله عندما كان عمره 21 عامًا. استخدم التقية لستطيع العمل قاضيًا، فكان يحكم بالشريعة السنية على السنة، بينما كان يحكم على الشيعة سرًا مستخدمًا الشريعة الشيعية.

#### الشهيد الثاني
زين الدين الجبائي العاملي (1506-1558) هو عالم شيعي. وُلِد سنة 911 هـ. في جبل عامل. عمله المميز هو أول تعليق على اللمعة الدمشقية للشهيد أول بعنوان "الروضة البهية في شرح اللمعة الدمشقيّة".

### فترة الانحدار
وفي هذه الفترة ظهر فرقة الأخبارية. وقد "تبلورت" هذه المدرسة كحركة متميزة مع كتابات محمد أمين الأستار آبادي (ت. 1627 م) وحققت أعظم تأثير لها في أواخر العصر الصفوي وأوائل ما بعد الصفوي. ومع ذلك، بعد ذلك بوقت قصير، قام محمد باقر البهبهاني (ت. 1792)، إلى جانب غيره من المجتهدين الأصوليين، بدفاع فكري ضد حركة الأخباريين. إن المذهب الأخباري يقول أن لا شيء يمكن أن يكون دليلًا موثوقًا في الإسلام سوى أحاديث النبي والمعصومين، وهم يرون أن القرآن أرفع في المعنى من أن يفهمه البشر، وبالتالي لا يستطيعون الاستدلال مباشرة منه، بسبب إمكانية عدم فهمه للآية. ويختلف الأخباريون أيضًا عن الأصوليين في رفضهم لولاية الفقهاء، حيث يجادلون بأن دعاة الدين ليس لهم دور في السياسة، وأن على رجال الدين أن يقدموا النصح للقادة السياسيين ولكن لا أن يحكموا أنفسهم. ويؤمن الأخباريون بفصل الدين عن الدولة في حالة غياب الإمام الثاني عشر، ويقولون إن الإمام الحاكم المعصوم وحده هو الذي يملك الحق في الجمع بين الدين والدولة؛ وهذا لن يتم إلا بعد ظهور الإمام الشيعي المنتظر.

#### ضد الأخبارية
- وبحسب رأي الأخباري فإن المصادر الوحيدة للتشريع هي القرآن والحديث، وأي حالة لم ينص عليها صراحة في أحد هذين المصدرين لا بد من اعتبارها غير مقررة.
- وبحسب رأي أغلبية الأصوليين، فإنه من المشروع البحث عن المبادئ العامة بالاستقراء، من أجل توفير الظروف التي لم ينص عليها صراحة. وتُعرف هذه العملية بالاجتهاد، ويُعترف بالعقل [الإنجليزية] كمصدر للتشريع. وهو يختلف عن القياس السني في أنه لا يقوم ببساطة بتوسيع نطاق القوانين القائمة على اختبار التشابه الواقعي: بل إنه من الضروري صياغة مبدأ عام يمكن دعمه بشكل عقلاني.

## الفترات المعاصرة
كتب جوادي آملي عن مصادر الوحي في المذهب الشيعي:
1. المصدر الأهم في التشريع الشيعي هو القرآن نفسه، الذي يفسر نفسه بنفسه
2. والمصدر الآخر هو حديث المعصومين (آل محمد)، بحسب حديث الثقلين: (وإني تاركٌ فيكم الثَّقَلَين، كتابَ اللهِ عَزَّ وجَلَّ، وعِتْرَتي، كتاب الله حَبلٌ ممدود من السماء إلى الأرض، وعترتي أَهْلُ بيتي، وإن اللطيف الخبير أَخبرني أَنهما لَن يفترقا حتى يَرِدا عليّ الحوض، فَانْظُرُوني بِمَ تَخلُفُونِي فيهما.)، وبالتالي هم آل محمد، مع القرآن نفسه: فقبول أحدهما دون الآخر كرفضهما كليهما.
3. والمصدر الثالث هو الحكمة النظرية التي لا يمكن تصور عكسها، والتي تثبت وجود الله وضرورة وحدانيته وأزليته وقدم وجوده وقدرته ومشيئته وسائر صفاته العليا، وهذا لا يمكن إنكاره بآية واحدة.
4. وعلى الرغم من أننا لا نستطيع فرض العلم على القرآن، فإننا نستطيع أن نستخدم الأدلة العلمية والتجريبية والتاريخية والفنية والمنطقية وغيرها من الأدلة المؤكدة لتفسير الموضوع الذي يتناوله مقطع معين، بدلاً من تفسيره من خلال آية أخرى.[34]

في الحالات المشكوك فيها، غالبًا ما يُستمد القانون من القواعد القائمة وليس من المبادئ الموضوعية المستمدة، من خلال الافتراضات الإجرائية (الأصول العملية) المتعلقة بالاحتمالية الواقعية. ومن الأمثلة على ذلك افتراض الاستمرارية: إذا كان المرء يعرف أن حالة معينة من الأمور، مثل الطهارة الطقسية، كانت موجودة في وقت ما في الماضي ولكن ليس لديه دليل بطريقة أو بأخرى على وجودها الآن، فيمكنه أن يفترض أن الوضع لم يتغير.
يشكل تحليل الاحتمالات جزءًا كبيرًا من علم أصول الفقه الشيعي، وقد طوره محمد باقر البهبهاني (1706-1792) والشيخ مرتضى الأنصاري (توفي 1864). النص الأساسي الوحيد حول مبادئ الفقه الشيعي باللغة الإنجليزية هو كتاب محمد باقر الصدر "دروس في علم الأصول".

## نُسخ إنجليزية لأصول الفقه الجعفري
أصول الفقه، وهو المنهج الفقهي الذي يترجم عادة - وبشكل غير دقيق، إن لم يكن غير صحيح - إلى "مبادئ الفقه"، هو علم إسلامي طوره علماء الشيعة في القرنين الأخيرين إلى نظام فكري منطقي مميز وفرع شامل من المعرفة لا يعمل كمنطق للفقه فحسب، بل كعلم مستقل يتعامل مع بعض المشاكل التأويلية.
إن عدم وجود مرادفات إنجليزية دقيقة لتعبيرات ومصطلحات هذا العلم المعقد يشير إلى أقل الصعوبات التي واجهتها في إعداد النسخة الإنجليزية الأولى من أصول الفقه الشيعي.
"مقدمة في منهجية أصول الفقه - منهج شيعي" هو أول نسخة باللغة الإنجليزية من أصول الفقه الشيعية.
هذا الكتاب من تأليف علي رضا هديي، أستاذ الفقه وأصول القانون الإسلامي بجامعة طهران.
إن أغلب الحجج المعقدة لمثل هذا العلم العميق لا يمكن عرضها في عمل تمهيدي؛ بل ينبغي متابعتها في كتب مفصلة كتبها علماء الأصول الشيعة الكبار.

## طالع أيضًا
- هشام بن الحكم
- شيعة أصولية
- الفقه